# ジョイメカファイト
『ジョイメカファイト』は、任天堂から1993年5月21日に発売されたファミリーコンピュータ用のロボット格闘対戦アクション（対戦型格闘ゲーム）。
2008年3月11日からWiiのバーチャルコンソールにて配信され、2013年9月11日からはニンテンドー3DSの、2014年5月28日からはWii Uのバーチャルコンソールでも配信された。さらに、2019年1月16日にはNintendo Switch用ゲームソフト『ファミリーコンピュータ Nintendo Switch Online』でプレイ可能なタイトルに追加された。
日本国外では、2009年3月17日に韓国でWiiのバーチャルコンソール用ソフトとして、2023年9月6日には欧米のNintendo Switch Online向けの「ファミリーコンピュータ Nintendo Switch Online」用ソフトとして、いずれも日本版がそのまま配信されている。
各ロボットは頭部や胴体、手足といった体のパーツが分離した状態で宙に浮いているという姿で描写されており、それぞれのパーツ（スプライト）を動かすという手法によって、当時のファミコン作品では難しかった大型キャラクターのアニメーションを実現させている。

## システム

### マニュアル
キャラクター選択画面で使用キャラクターを選択した後に「マニュアル」の項目を選択すると、操作練習のための画面に入る。
この画面は「ソウサモード」と「デモモード」に分かれる。ソウサモードは対戦画面に似ているが、敵キャラクターは攻撃してこず、また体力などの制限も無いため、プレイヤーは自キャラクターの操作の練習に専念できる。また、各技（基本技・必殺技含む）が相手にヒットした場合に与えるダメージのポイントを知ることができる（なお、敵キャラをIIコントローラーで操作できる）。デモモードでは必殺技の出し方（コマンド入力）を解説と操作デモ付きで確認できる。両モードとも、画面上部にはコントローラの絵が表示され、入力操作が確認できるようになっている。

### ゲームモード
イーロボ（味方ロボット）を操作しワルロボ（敵ロボット）を倒していく「クエストモード」、物語に関係なく自由にキャラクターを選んで遊べる「対戦モード」が用意されている。
クエストモードは1人プレイ専用。1ステージにつき8体（最初のステージのみ7体）のワルロボが存在し、これらを全て倒すとボス戦となり、ボスを倒せばステージクリア。計4ステージをクリアすればエンディングが流れ、ゲーム終了となる。なおバッテリーバックアップ機能が搭載されており、ゲームの進行状況はワルロボを1体倒す度に自動的に記録される。
イーロボは合計8体で、どのイーロボでどのワルロボと戦うかは自由に選択できる。ただし最初のステージではイーロボは1体（スカポン）のみであり、ワルロボを倒すごとに各ワルロボがイーロボへと再改造され使用可能となる演出が挿入される。なお、最初のステージをプレイできるのはゲーム初プレイ時のみで、一度クリアした後は2ステージ目以降のステージしかプレイできない（オプション画面からゲームデータをリセットすることができる）。
ステージボスを倒した後に、「キメワザ」（各ワルロボを倒した最後の一撃）の映像が順にプレイバックされる演出がある。これのためになるべく格好良い倒し方を狙ったり、キメワザを統一したりといったユーザーこだわりの遊び方が生まれた。また一度全ステージをクリアすると、好きなステージを選んで遊べるようになる。
クエストモードの難易度は「ノーマル」、「ハード」、「スペシャル」があり、スペシャルはハードをクリアすることで解放される。スペシャルでは、敵も隠し技を使ってくるなど、明らかにCPUの思考パターンが変わっており、より難しくなっている。
対戦モードは「1Pvs2P（プレイヤー同士）」「1PvsCOM（プレイヤー対コンピュータ）」「COMvsCOM（コンピュータ同士）」の3種類があり、練習やコンピュータの思考パターンの観察も可能。同じロボット同士の対戦、いわゆる同キャラ対戦もできる。いずれも初期状態ではイーロボ8体しか使えないが、クエストモードでハードをクリアするとボス以外のワルロボが使用可能になり、スペシャルをクリアするとボスキャラも使用可能になる。

### 対戦時のルール
対戦は1対1。両キャラクターは体力ゲージ1本とハート2つを持つ（キャラの体力は全キャラ一律で88）。相手の攻撃を受けるとゲージが減少、ゼロになると「ダウン（一般的な格闘ゲームのKOに相当する）」を取られ、ハートが1つ減り、ゲージが全回復する。このとき、相手をダウンさせた方のキャラクターはゲージが少し回復する。ハートの無い状態でゲージがゼロになった方（つまり、相手より先に3回ダウンした方）が負けとなり、そこで対戦が終了する。なお他の対戦型格闘ゲームと同様、両者の攻撃が同時にヒットすることもあり、これにより両者同時にゲージがゼロになってダブルダウンするという状況も発生する。両者ともハートが無い状態でそうなると「アイウチ（相討ち）」となり、対戦のやり直しとなる。対戦フィールドは左右に無限にスクロールする為、画面端に追いつめて飛び道具を連発する戦法は取れなくなっている。
短時間に連続してダメージ（キャラによって異なるが、だいたいゲージ半分程度）を食らうと、キャラクターの頭部が地面に落ちてしばらく操作不能になる（いわゆる「気絶状態」）。

### 必殺技
各キャラクターは「パンチ」「強パンチ」「キック」「足払い」「ジャンプ」「ジャンプパンチ」「ジャンプキック」「ガード」の基本動作に加えて、4つ（一部例外あり）の必殺技を持っていて、コマンド入力によって出すことができる（この作品では投げ技も必殺技に含まれる）。必殺技を出すと、出した技の名前がヒットポイントメータの下に表示される。いくつかのキャラクターの必殺技は、操作説明には無いコマンド入力による、間合い、軌道、威力などが異なるバリエーションを持つ。

## ストーリー
ある所に、ロボット研究者の第一人者である「リトル・イーモン博士」と「イワン・ワルナッチ博士」の仲の良い2人がいた。ところがある日、2人が作業する研究所が荒らされ、さらにワルナッチは研究所の7体の戦闘用ロボットとともに姿を消してしまう。その後、突如ワルナッチはテレビ放送を通じて全世界に宣戦布告、世界侵略に乗り出す。
イーモンは最後の望みをかけ、カンサイへ修行に出ていたお笑いロボットの「スカポン」を研究所に呼び戻し戦闘用ロボットに改造、ワルナッチ博士の世界侵略を止める戦いが始まるのであった。

## 操作キャラクター
キャラクターは総勢36体。ただし、ラストステージの8体はイーロボの強化版（若干異なる）のような性能であるため、バリエーションとしては28と数えることができる。キャラクターは全てロボットであり、身体の各パーツは分離している。基本的に頭部、胴体、右手、左手、右足、左足の6パーツからなるが、キャラによってはビット、アーム、膝パットのようなパーツが付属する。
カラーリングは1Pと2Pによって異なるが、他の格闘ゲームとは違い1P側で2Pカラー、及びその逆を選択することはできない。

### ステージ1（イーロボ）
前述のとおり、クエストモードでスカポン以外を使うには一度倒して仲間にする必要がある。対戦モードではクエストの進行状況に関係なく、8体とも最初から使うことが可能である。
スカポン
本作の主人公。戦闘用に改造されたお笑いロボット。クエストモードでも最初から使用できる。楕円を組み合わせたようなフォルムに、目が点のシンプルなデザイン。移動速度は遅いが、技のバリエーションが豊富で、独特な動きをするコンナンイラヘンやローリングスカを主軸としたトリッキーな戦い方ができる。
- コンナンイラヘン - 頭を前方へ飛ばして戻す。前進しながらも繰り出せる。
- トンデケー - 頭を飛ばす飛び道具。この技に限らず、全ての飛び道具系の必殺技は技を出した時に前入力で飛ぶ速度を速く、後ろ入力で遅くできる。
- スカポンナゲ - 投げ技。
- ローリングスカ - 高速回転しながら突進する技。コマンド入力によって、斜めに向かって突進する対空攻撃をしたり、突進中に真上や斜めにジャンプしたり、光りながら真上にジャンプして威力をランダムで増加させたりできる。空中でも発動可能で、空中では斜め下に向かって突進する。

ホノオ
炎をモチーフにしたデザイン。飛び道具、対空技、投げ、突進技と全ての技のバランスが取れているキャラ。
- ファイアーフレア - 自分を中心に上空から火の玉の雨を降らせる。空中から攻めてくる相手に強い。また、ガードされたときの削りダメージも大きい。
- ファイアーウェーブ - 飛び道具。威力はやや低いが、発生が早い。
- クウチュウセオイナゲ - 投げ技。
- ファイアーボール - 丸まって前方へ突進する技。出だしが無敵状態。大きくジャンプする対空攻撃もできる。

タイガー
キックボクサーのようなデザイン。構えはムエタイに近いが、肘パーツが無く膝パットがある。技は突進を主体としており、移動速度の遅さを必殺技でカバーするタイプのキャラ。遠距離からの奇襲を得意とする。
- ダッシュアッパー - 大きく前進してジャンプアッパーを繰り出す。上昇中は無敵状態。移動距離が長く威力も高いが、上昇後からの落下中は無防備であるためガードされると隙が生まれる。
- フライングニーキック - 前方へ飛び蹴りを繰り出す技。この技に限らず、全ての飛び蹴りを繰り出す技（ザコキックとホウオウクラッシュを除く）は、コマンド入力により低高度かつ移動距離を短くすることができ、攻撃動作も短縮することが可能。
- スープレックス - 投げ技。
- イーグルキック - 空中から斜め下方向へキックを繰り出す。ガードされたときの隙が少ない。

ネオ
最新のコンピュータロボット。頭上に光の玉が2つ浮いている新世代的なデザイン。ネオカイテンアッパーを主軸とした接近戦を得意とする。また、飛び道具も使えるので遠距離でも戦える。
- ネオカイテンアッパー - 回転しながらアッパーを繰り出す。この技はコマンド入力で性能が弱、中、強と変化する。中版は出だしが無敵になり、強版は中版の性能に加えて高威力になるが、隙もそれに応じて大きくなる。地上の相手にはかなり密着していないと当たらない。
- ウェーブショット - 飛び道具。低速で出すと弾速がかなり遅くなる。
- ネオスープレックス - 投げ技。
- レンダキック - 連続キックを繰り出す技。

センジュ
他のイーロボと同じ人型体形だが、頭の上に一対のドリルが付いている。顔は四角いランプ状で目などはない。通常技のリーチが比較的長く、判定の優秀なドリルアタックを活かした奇襲や反撃も強力で、相手を寄せ付けにくい戦いができる。
- ドリルアタック - きりもみ回転しながら前方へ突進。技を出す時の入力によって高速または低速で突進できる。一度出すと少しの間使えなくなる。
- レンダパンチ - 連続パンチを繰り出す技。
- クビナゲ - 投げ技。
- フライングドリル - ドリルアタックの空中版で、斜め下に落下しながら突進する。突進中に加速でき、その際は飛距離も伸びる。

サスケ
忍者をモチーフにしたデザイン。攻撃力は比較的低いが移動速度が速く、クウチュウナゲは間合いが非常に広い。また、リーチと持続の長いカギヅメや、状況に応じて移動距離を変えられるスライディングといった技も持ち、中距離戦を得意とする。
- クウチュウナゲ - 空中の相手をつかんで地面に落とす技。間合いが非常に広い。
- カギヅメ - カギヅメで2回攻撃。リーチと攻撃判定の持続が長く使いやすいが、1回目をガードされると2回目の攻撃判定がなくなる。2回目の攻撃はスライディングでキャンセル可能。
- トモエナゲ - 投げ技。2種類の威力があり、威力が高いほうは間合いが狭くなる。
- スライディング - スライディングキックで攻撃。移動距離が長いが、コマンドにより移動距離を短くすることもできる。

アイ
大きな一つ目を持つデザイン。背面に隠し爪を持っている。トリッキーな攻撃が多く、素早いジャンプが可能。全体的に攻撃の速度が速いため、スピード感のある戦いができる。
- アイアストロン - 使うと体力を消費する迎撃技。その場で白く光り、相手が触れるとダメージと吹き飛びが発生。光っている間は無敵なので、相手の攻撃に合わせて使うと効果的。
- アイコプター - 空中技。空中で一度上昇後落下しながらクルクルと回転して攻撃。発動中に再度上昇できる。さらに、発動中は左右に移動できる。
- アイスープレックス - 投げ技。
- カッターキック - 素早く前進しながらキックを繰り出す技。移動距離が非常に長く、ガードされると素早く真上に跳ね返る。跳ね返っている間は空中技を出すことができる。

ジャイアント
岩をモチーフにしたデザイン。移動速度が遅いが、突進技、迎撃技、飛び道具を一通りそろえており、攻撃力も比較的高い。特に投げ技の強化版は強力。ダッシュストレートが足の遅さをカバーしている。
- ダッシュストレート - 素早く前進しながらストレートを繰り出す。威力が高く、移動速度も速い。しかしガードされると隙が生まれる。
- ヘッドバット - その場で頭突きを繰り出す。対空に使えるが、リーチが短い。出がかりに無敵時間がある。
- パワーボム - 投げ技。コマンド入力で威力が強化できるが、難易度は高め。
- クエイクウェーブ - 少し後ろに下がりながら繰り出す飛び道具。弾速が速い。

### ステージ2
ステージ2以降は倒しても仲間にできないが、条件を満たせば対戦モードで使用可能になる。
ザコ
マニュアル画面（チュートリアル）の、技のかけられ役としても登場するロボット。必殺技が全てため技で、当たれば強力だが発動モーションも長く、かえって弱点になっている。通常技の威力が低く、さらに気絶しやすい。
- タメパンチ - ためて繰り出すパンチ。前進しながらも繰り出せる。前進版はガードされたときの削りダメージが大きい。
- タメキック - ためて繰り出すキック。対空にも使える。前進しながらも繰り出せる。
- シンクウタメパンチ - 空中で繰り出すタメパンチ。威力は高いが発生が遅く当てづらい。
- シンクウタメキック - 空中で繰り出すタメキック。威力は高いが発生が遅く当てづらい。

ボコボコ
手足をバタバタさせるような動きが特徴的なロボット。どの技も威力はとても低い。さらに気絶値はスーパーザコと並び最弱。
- ハチャメチャ - 両手をバタバタさせて連続攻撃。
- グルグルスロー - スカポンのコンナンイラヘンに似た技だが、コンナンイラヘンより威力が低く、相手がダウンしない。さらに前入力での前進もできない。
- ボコボコナゲ - 投げ技。
- ハリケーンボコボコ - 逆さまになってコマのように回転しながら突進する技。発動中にジャンプでき、追加入力で複数回ジャンプできる。

ジオ
ネオやネイのように頭上に2つの光の玉がある新世代的なロボット。ネオ、ネイと似た技が多いが、ジャンプ中に繰り出すオリジナルの必殺技も持つ。バランスは良いが攻撃力に欠ける。
- ジオクラッシュ - 頭上の光の玉で連続攻撃。
- ジオウェーブ - 飛び道具。発生が非常に遅いため使いづらい。
- スープレックス - 投げ技。
- ジェットストリーム - 空中技。逆弧の字を描くように空を飛び、相手に当たるとダメージを与える。移動距離が長いため、空中での移動手段としても使える。

ガラック
カニのようなハサミがついた多脚のロボット。通常技のリーチが長め。多脚であることを利点としたキック技を持つが、攻撃力は低い。しかし、隙は比較的少ない。
- シャカシャカキック - 脚をシャカシャカと動かして攻撃する技。威力は低いが発生が早く、隙も少ない。
- リバースキック - 逆立ちしてシャカシャカキックを繰り出す対空攻撃。威力は低いが、攻撃判定の持続が長い。
- ガラックスロー - 投げ技。
- ガラックアタック - 飛び蹴り。遠距離からの奇襲に使える。

オールド
2つのショベルパーツがついた旧世代的なロボット。必殺技はショベルパーツを使用した4つのパターン攻撃。投げ技を持たないが、技の攻撃範囲が全体的に広い。
- アタックワン - ショベルパーツを前方斜め上に素早く動かして攻撃。発生が早く、リーチも長い。
- アタックツー - ショベルパーツを上から回転させるように動かして攻撃。攻撃範囲が広く、空中の相手に強い。
- アタックスリー - ショベルパーツを動かしながら前進する。攻撃判定の持続が非常に長く、ガードされたときの削りダメージも大きい。
- アタックフォー - ショベルパーツをそれぞれ上下から挟み込むように動かして攻撃。威力や発生は他の3つと比べると平均的。

ジボル
背が低く、アームが長い変則的な姿。肘パーツがあり、胴体に顔がついている。移動はかなり遅いが、どの技もリーチが非常に長く、特にジボルナゲは全キャラの投げ技の中で一番間合いが広い。また、低い背のおかげで食らい判定が小さい。
- スクリューパンチ - アームを上へ伸ばす対空攻撃。地上の相手には当たらない。斜め上方向へのリーチが非常に長い。
- アームバルカン - 長いアームで前方と前方斜め上方向へ連続パンチを繰り出す。リーチと持続時間に優れるが、ガードされると隙が大きい。
- ジボルナゲ - 投げ技。全キャラの投げ技の中で一番間合いが広い。
- サンダーアーム - 対空攻撃。前後の斜め方向から徐々に真上に向かって連続パンチを繰り出す。持続時間が長く、上方向全体をカバーするため当たりやすい。

ジェル
体が半透明のロボット。姿を消すという独特な技を持つ。通常技を含め、各技のモーションはスカポン・ホノオ・サスケ・センジュ・タイガーのものを数個ずつ組み合わせたものになっている。
- ドロロンパ - 姿を消す技。対人戦では力を発揮するが、CPU戦ではこの技を使っても無意味。おまけに半透明にはならず完全に消えてしまうため、相手だけでなくジェルのプレイヤーも混乱してしまう。姿を消していてもダメージは普通に受ける。再入力するとまた出現する。
- ジェルキック - 飛び蹴り。遠距離からの奇襲に使える。
- ジェルスロー - 投げ技。サスケやハンゾー同様、技を出す時にAではなくBを押すと威力が高くなるが、間合いは狭くなる。
- ジェルツイスター - センジュのフライングドリルと同じ技。

スケーター
2つのホイールが付いているロボット。必殺技はホイールを活かした移動技や対空攻撃が多いことが特徴。投げ技を持たない。スピンアッパーは、回転中は無敵状態になる。
- ドライブキック - ホイールで前進しながらキックを繰り出す。発生が早く、移動速度も速い。
- ホイールアタック - 前方斜め上へホイールを素早く動かす対空攻撃。地上の相手には当たらない。ホイールを戻す際にも攻撃判定がある。
- トリプルサマーソルト - ホイールを使い、3回サマーソルトを繰り出す。持続時間が長めで、対空にも使える。
- スピンアッパー - 高速回転しながら移動した後にアッパーを繰り出す。発生は遅いが、回転中は無敵状態になるため、相手の攻撃をかわしつつ攻撃できる。

### ステージ3
レジェンド
甲冑をモチーフにしたデザイン。人型ロボの中では身長が高く、ホウオウよりも背が高い。クセが全体的に少なく、リーチも長いため操作しやすいが、やや気絶しやすい。
- トルネードエナジー - 前方に火の玉の雨を降らせる。威力が高く、隙も比較的少ない。さらにガードされたときの削りダメージも大きい。
- ニーアタック - 飛び蹴り。遠距離からの奇襲に使える。
- ソニックスロー - 投げ技。
- ヒールプレス - 相手に向かってジャンプし、頭上から踏みつける。技が当たるとヒット、ガード問わず後ろへ跳ね返るため、反撃を受けにくい。

ホバー
両足がバーニアになったデザイン。空中に浮いているので、一部の技（足払いなど）を食らいにくい。必殺技が3種類しかなく、また投げ技も持たない。攻撃力は低めだが、メテオシュートとホバースライドを活かしたスピード感のある戦法がそれを補っている。
- ハイジャンプ〜メテオシュート - 相手に向かって大ジャンプした後、急降下して攻撃する。この技は相手からある程度離れていないと出すことができない。発生が早めなため比較的よけられにくい。
- ハイパーアッパー - リーチは短いが発生が早いアッパー。
- ホバースライド - ものすごい速さでスライディングを繰り出す。威力は低いが、メテオシュートと合わせることでフィールドを縦横無尽に動き回れる。

シェンロン
龍をモチーフにしたデザイン。頭部の龍の口の中に目のようなものが見える。全体的に通常技は中の下といった威力だが、上昇中は全身無敵のゲンリュウケンや、攻撃範囲が広くガードの上からの削りダメージが非常に高いヤケツクイキは防衛技となる。
- ゲンリュウケン - 画面外まで大ジャンプして繰り出すアッパー。上昇中は無敵状態なので、相手の攻撃をかわしつつ出せる。
- カイテンリュウコシュウ - 回転しながら蹴りを繰り出す技。威力は低いが、移動速度が速い。
- リュウセイラク - 投げ技。
- ヤケツクイキ - 炎を吐く技。攻撃範囲が広く、持続時間も長い。ガードされたときの削りダメージが非常に大きく、ヒット時以上になる時もある。

スター
胴体に星のマークがあるやや小柄なロボット。空中戦を得意とし、ガード方向が逆になるバッククラッシュや曲線的な軌道を取る対空攻撃のキャノンヘッドで相手を翻弄することができる。しかし必殺技が3種類しかなく、また投げ技もない。
- ロケットジャンプ〜スターダストプレス - 画面外までジャンプし、一定時間経つと相手の頭上からボディプレスで攻撃。ジャンプ中は攻撃を受けない。威力は非常に高いが、発生が非常に遅い。
- ロケットジャンプ〜バッククラッシュ - ジャンプして素早く相手の後ろに回り込み、背後からキックを繰り出す。キックはガード方向が逆になるので、相手を惑わしやすい。
- キャノンヘッド - 放物線を描くように高速でジャンプしながら頭突きを繰り出す対空攻撃。地上の相手には当たらない。

ゴーストン
幽霊をモチーフにしたデザインで、ステージ2のボス、ラーの亡霊ロボット。頭部と胴体の周りを光る玉が回っているという変則的な姿。独特な動きで繰り出す通常技はどれもリーチが長く、足払いの威力は全キャラ中最強。また、ゴーストンスローは投げの間合いだけでなく威力も高い。しかし気絶しやすい。
- スカルダンス - 光の玉を使い前進する。持続時間と移動距離に優れる。
- ソウルショット - 飛び道具。他の飛び道具と比べて威力が高い。
- ゴーストンスロー - 投げ技。威力が非常に高く、間合いも広い。
- ボルキャノン - 光の玉を使った対空攻撃。発生がやや遅いが威力は高く、上方向全体をカバーする。

ギガント
肩パーツの付いた巨体のロボット。移動速度が遅いがパワーに長けており、高威力の必殺技が多い。また、非常に気絶しにくい。
- ショルダーバルカン - 肩パーツを使った対空攻撃。地上の相手には当たらない。発生が早く、持続時間も長い。
- ショルダータックル - ショルダータックルで攻撃。移動距離が短いが、威力は非常に高い。また、ガードされたときの隙が少ない。
- パイルドライバー - 投げ技。威力が非常に高い。
- サイクロンプレス - 放物線を描くようにジャンプしてボディプレスを繰り出す。移動手段としても使える。威力は低いが、ガードされたときの隙が少ない。

ジオーン
ボコボコとジオを合成させたロボット。技こそ2体の特徴をそろえているものの、必殺技の威力が全体的に低く、さらにジオより気絶しやすい。
- ダダコネアタック - 両手と頭上の光の玉で連続攻撃。
- ジオーンウェーブ - 飛び道具。ジオ同様、発生が非常に遅い。
- ジオーンナゲ - 投げ技。
- ジオーンサイクロン - ボコボコのハリケーンボコボコと同じ技。

スーパーザコ
ザコを改造したようなロボット。足のデザインは変化している。ザコとは違い、標準的な必殺技を持つキャラ。必殺技の出が早い上、移動速度は全キャラ中最速、さらには空中ザコキックを使用することで空中で変則的かつ高機動な動きが可能となる。しかし気絶値が全キャラ中最低で、連続攻撃を受けるとすぐに気絶してしまう。
- ザコアッパー - アッパーを繰り出す。対空攻撃としても使える。
- ザコウェーブ - 飛び道具。発生が早い。
- ザコナゲ - 投げ技。
- ザコキック - 高速で飛び蹴りを繰り出す。移動速度が非常に速く、威力も高め。また、空中でも繰り出せる。

ステージ4
イーロボとよく似たキャラが登場。歩行速度や技の威力などが全体的に強化されている。同タイプのイーロボで勝負を挑む場合、自分より強い相手と戦うことになる。対人戦ではハンデとしても使える。また、一部のキャラは特定の必殺技がイーロボと異なる。
カエン
ホノオの強化型。スピードがあるため使い勝手がさらに向上している。
- レインボーフレア - ファイアーフレアの強化版。
- レインボーウェーブ - ファイアーウェーブの強化版。
- セオイスープレックス - クウチュウセオイナゲの強化版。
- レインボータックル - ファイアーボールの強化版。

レオ
タイガーの強化型。額にチャンピオンベルトのような形状の飾りがある。
- リニアアッパー - ダッシュアッパーの強化版。
- フライングレオキック - フライングニーキックの強化版。
- レオスープレックス - スープレックスの強化版。
- ファルコンアタック - イーグルキックの強化版。

ネイ
ネオの強化型。ネイカイテンアッパーの強版は、全キャラ中2位の威力を持つ。
- ネイカイテンアッパー - ネオカイテンアッパーの強化版。強版の威力は32で、全キャラ中第2位。
- アトミックエナジー - ウェーブショットの強化版。
- ネイスープレックス - ネオスープレックスの強化版。
- ビートキック - レンダキックの強化版。

アシュラ
センジュの強化型だが、空中技フライングドリルの代わりに対空用の迎撃技アシュラニードルが存在する。
- アシュラニードル - 腕とドリルを上方向に突き出す発生の早い対空攻撃。対空攻撃だが、ある程度敵が近くにいれば地上でも当てられる。
- ドリルハリケーン - ドリルアタックの強化版。
- アシュラスロー - クビナゲの強化版。
- ビートドリル - レンダパンチの強化版。

ハンゾー
サスケの強化型。ジャンプ中の空中投げカスミオトシは威力がサスケよりもさらに高い。
- カスミオトシ - クウチュウナゲの強化版。
- ダブルスラッシュ - カギヅメの強化版。
- トモエスープレックス - トモエナゲの強化版。
- ジェットスライド - スライディングの強化版。

ワイ
アイの強化型だが、アイアストロンに相当する技は持たず、代わりに多段式の対空迎撃技バルカンクローを持つ。:
- バルカンクロー - 斜め上方向を連続攻撃する対空技。地上の相手には当たらない。多段ヒットするため、うまく当たれば高威力を叩き出せる。
- ワイコプター - アイコプターの強化版。
- ワイスープレックス - アイスープレックスの強化版。
- スラッシュアタック - カッターキックの強化版。

ガイアン
ジャイアントの強化型。ジャンプキックだけで相手を吹っ飛ばしてしまうなど、破壊力にさらに磨きがかかっている。
- ガイアンストレート - ダッシュストレートの強化版。
- ハンマーヘッド - ヘッドバットの強化版。
- パワークラッシュ - パワーボムの強化版。コマンド入力での強化版の威力は26で、投げ技の中で最強の威力。
- ダイナウェーブ - クエイクウェーブの強化版。

スカポカーン
スカポンの強化型。必殺技の破壊力はステージ4でも屈指であり、ローリングポカーンの強化版の最大威力は全キャラ中最強。スカポンのコンナンイラヘンに相当する技を持たず、代わりに連打系の必殺技ハチャメチャクチャを持つ。
- ハチャメチャクチャ - 連続攻撃技。他の連続攻撃技より威力が若干高い。
- トンデケポカーン - トンデケーの強化版。
- スカポカーンナゲ - スカポンナゲの強化版。威力が非常に高く、スカポンよりも勢いよく投げる。
- ローリングポカーン - ローリングスカの強化版。コマンド入力による強化版の最大威力は35で、全キャラ中最強の威力。

### ボスキャラクター
「四天王ロボ」と呼ばれる。クエストモードではステージ中のワルロボを全て倒すと出現。
ダチョーン
ステージ1のボス。名前通り、ダチョウをモチーフにした姿。クチバシと足を使った攻撃を得意とする。技の発生が全体的に早めで、特に強パンチと足払いは発生が非常に早く、リーチも長い。
- クルリンパ - 首を回転させて攻撃。
- ワイルドダッシュ - クチバシでつつきながらダッシュ。移動速度が速く、移動距離も長い。
- サバンナスロー - 投げ技。
- アフリカンスラッシュ - 高速で連続蹴りを繰り出す。発生が早く、隙も少ない。

ラー
ステージ2のボス。頭部と体の周りを囲む6つのアーム（うち1つが足）という変則的な姿。頭部と体のデザインはハヤブサをモチーフとしている。移動速度は遅いが、攻撃範囲の広い技が多く、相手から受けるダメージも少なく設定されている。
- グルグル - アームを回転させて攻撃。対空に使えるが、リーチは短め。
- ビョーン - アームを使い、体を伸ばして突進。移動速度は遅めだが攻撃範囲が広く、移動距離も長い。
- ウリャウリャ - 投げ技。威力が高い。
- ガッシャ - アームで全方向をカバーしながら攻撃する技。前進しながらも出せる。

ガーボーグ
ステージ3のボスで、ボスキャラの中では唯一鳥をモチーフにしていない。アイ・ワイ同様一つ目で足が1本のコマのような変則的な姿。両腕がトゲ付の鉄球となっており、腕を使った攻撃を得意とする。移動速度が遅いが技の攻撃範囲が全体的に広く、威力も高い。足払いの持続時間が長い。
- メタトルネード - コマのように高速回転しながら突進・上昇する。発生が早く、攻撃中は常に無敵で、さらにガードされたときの削りダメージが大きい。ただし終わりがけの隙も大きい。
- ハンマーウェーブ - 平均的な性能の飛び道具。
- リフトスロー - 投げ技。
- アームウォーク - アームを動かしながら前進する技。持続時間が長く、発動中は足元の部分の食らい判定がなくなる。

ホウオウ
ステージ4のボスで、クエストモードでのラスボス。ボスキャラの中では唯一の人型で、頭部は素顔の上に仮面をつけているようなデザイン。ラスボスに相応しく高性能で、全ての技の威力が高い。また、飛び道具「ホウオウキャノン」は、ゲーム中唯一の誘導弾になっている。
- ホウオウアッパー - 攻撃範囲の広いアッパー。対空に使える。出始めが無敵かつ発生が早い。威力も高く、当たった相手は画面外まで打ち上げられる。
- ホウオウキャノン - 飛び道具。通常弾と誘導弾がある。弾自体の速度も速く強力だが、発生が少し遅い。
- ホウオウブレイク - 投げ技。ジャイアントやガイアン同様、コマンド入力で威力が強化される。強化版の威力は26で、ガイアンと同率で全投げ技中トップ。
- ホウオウクラッシュ - 高速で飛び蹴りを繰り出す技。性能はスーパーザコのザコキックに似ているが、威力がザコキックよりもさらに高い。またザコキック同様に空中版も出せる。

## 他機種版
| タイトル                                      | 発売日                      | 対応機種        | 発売元 | メディア                              | 備考                     |
| --------------------------------------------- | --------------------------- | --------------- | ------ | ------------------------------------- | ------------------------ |
| ジョイメカファイト                            | 2008年3月11日 2009年3月17日 | Wii             | 任天堂 | ダウンロード （バーチャルコンソール） | 韓国版は日本版と同内容。 |
| ジョイメカファイト                            | 2013年9月11日               | ニンテンドー3DS | 任天堂 | ダウンロード （バーチャルコンソール） |                          |
| ジョイメカファイト                            | 2014年5月28日               | Wii U           | 任天堂 | ダウンロード （バーチャルコンソール） |                          |
| ファミリーコンピュータ Nintendo Switch Online | 2019年1月16日 2023年9月6日  | Nintendo Switch | 任天堂 | ダウンロード                          | 海外版は日本版と同内容。 |

## プロトタイプ版
本作のもとになっているのは、当時任天堂が実施していた学生向けのセミナー「任天堂・電通ゲームセミナー」で受講生が制作した『バトルバトルリーグ』（BATTLE BATTLE LEAGUE）である。セミナー終了後も任天堂の開発スタッフの監修のもとで開発が継続され、1993年5月21日に製品版『ジョイメカファイト』が発売された。
発売から30年となる2023年5月21日、セミナーで開発に携わっていた受講生のXアカウントにて、『バトルバトルリーグ』の画像や映像が公開された。このバージョンではキャラクター8体、敵4体で、主人公はスカポンではなく製品版のホノオに該当する「Ninden」というキャラクターだった。また、プレイヤーが技や動きを設定できる「コンストラクションモード」が計画されていたがボツになったという。

## 権利関係について
本作は一時期、作品の権利関係の所在が不明の状態が続いていた。
2001年発売の任天堂のソフト『大乱闘スマッシュブラザーズDX』では当初、プレイヤーキャラクターがスカポンに搭乗するという仕様を予定していたがカットされた。公式サイトの「速報スマブラ拳!!」のメッセージ募集ページで、ジョイメカファイトのキャラクターを使いたいというユーザーからの要望に対して、ディレクターの桜井政博は「オトナの事情」により今後も出てくることはないと回答している。なお、作品内の実績要素の一つとして「スカポンで終了」という項目があるが、これはスカポンの登場を計画していた時に用いていたテキストが混入したものである。
2007年1月、セミナーでプログラマとして参加していた江渡浩一郎の自宅で、著作権譲渡のための押印がされていない覚書らしき書類が発見された。江渡は任天堂と著作権譲渡契約を結んだつもりでおり、「権利がどこにあるのか謎」という事態になっていることは後から知ったという。これが契機となって権利関係が整理され、任天堂により商標登録が行われた（日本国登録商標 登録番号第5088096号）。
2008年発売の『大乱闘スマッシュブラザーズX』では収集要素の「シール」の一種としてスカポンの公式イラストが用いられ、以降の大乱闘スマッシュブラザーズシリーズでも本作の要素が登場している。また、同じく2008年には、Wiiのバーチャルコンソール用ソフトとして本作が配信され、その後、他のプラットフォームや日本以外の国でも順次リリースされている。

## スタッフ
- ディレクター：林田宏一
- キャラクター・デザイナー：原田典幸
- グラフィック・デザイナー：原田典幸、柳川絵奈、影山悦子、仲川尚秀
- ロボット・アクション・デザイナー：高坂周三
- プログラマー：林田宏一、江渡浩一郎
- サウンド・デザイナー： 清水英明

## 評価
ゲーム誌『ファミコン通信』の「クロスレビュー」では、7・6・7・6の合計26点（満40点）、『ファミリーコンピュータMagazine』の読者投票による「ゲーム通信簿」での評価は以下の通り20.5点（満30点）となっている。
| 項目 | キャラクター | 音楽 | お買得度 | 操作性 | 熱中度 | オリジナリティ | 総合 |
| 得点 | 3.7          | 3.2  | 3.5      | 3.3    | 3.4    | 3.4            | 20.5 |